# Claridade
Claridade (portugiesisch für „Licht“) war eine Literaturzeitschrift in den Kap Verden. Die Zeitschrift wurde 1936 gegründet und war Teil einer Bewegung zur kulturellen, sozialen und politischen Emanzipation der kapverdischen Gesellschaft. Die Gründungsmitglieder waren Manuel Lopes, Baltasar Lopes da Silva (der das poetische Pseudonym „Osvaldo Alcântara“ verwendete) und Jorge Barbosa. Das Magazin folgte den Schritten der Portugiesischen Neorealisten und trug zum Aufbau der „Kapverdischen Kultur“ bei, einer autonomen kulturellen Identität für den Archipel.
Die Zeitschrift erschien in Mindelo auf der Insel São Vicente, die Gründer stammten von São Vicente, São Nicolau und Santiago.
Claridade revolutionierte die kapverdische Literatur. Sie setzte neue Maßstäbe in literarischer Ästhetik und Sprache und überwand den Konflikt zwischen der im 19. Jahrhundert vorherrschenden portugiesischen Romantik und dem Neuen Realismus. Ihre Gründer wollten die kapverdischen Schriftsteller von den portugiesischen Kanons befreien, das kollektive Gewissen der Kapverden wecken und lokale kulturelle Elemente wiederentdecken, die lange Zeit durch den portugiesischen Kolonialismus unterdrückt worden waren, wie etwa das kapverdische Kreol.
Das Projekt war ein Ausdruck der politischen und ideologischen Unruhen, die in den 1930er Jahren während António de Oliveira Salazars faschistischem Regime auf den Kapverden herrschten. Sie waren durch weit verbreitetes Elend und koloniales Missmanagement verursacht und durch schwere Dürren noch verschärft worden.
Die Herausgeber von Claridade mussten sich mit dem portugiesischen Kolonialzensursystem und der Überwachung durch die Polícia Internacional e de Defesa do Estado (PIDE, Geheimpolizei) auseinandersetzen. Subversive Aktivitäten konnten zu Folter und Inhaftierung im politischen Gefängnis von Tarrafal auf der Insel Santiago führen.
Die Gründer von Claridade hatten erwogen, eine Zeitung zu gründen, fanden die erforderliche Kaution von 50.000 portugiesischen Escudos jedoch zu hoch und entschieden sich für eine Zeitschrift. Der Titel spiegelte die Hoffnung wider, dass die Publikation zu einem intellektuellen „Leuchtturm“ werden würde. Ihre Gründung kann im Kontext des Liberalismus des 19. Jahrhunderts gesehen werden.

## Name
Der Name der Zeitschrift wurde durch das französische Buch Clarté von Henri Barbusse inspiriert. Später wurden eine weitere Zeitschrift und eine Friedensgruppe mit der argentinischen Zeitschrift Claridad gegründet.

## Einflüsse
Bereits vor der Gründung von Claridade hatten sich sowohl innerhalb als auch außerhalb der Kapverden bestimmte literarische und kulturelle Elemente entwickelt, die die Zeitschrift in gewissem Maße direkt oder indirekt beeinflussten. Als lokale Faktoren stachen hervor:
- Während der „Vor-Claridade“-Generation, die später als klassisch-romantische Generation bezeichnet wurde, leisteten die drei literarischen und kulturellen Persönlichkeiten von Kap Verde, Eugénio Tavares, Pedro Cardoso und José Lopes da Silva, von den Inseln Brava, Fogo und São Nicolau, Beiträge, die immens zur Wertschätzung des kapverdischen Volkes und der kapverdischen Sprache beigetragen hatten;
- die Veröffentlichung des Gedichtbandes von António Pedro mit dem Titel Diário (1929);
- die verborgene Rede der Gründer von Claridade;
- die Veröffentlichung von Jorge Barbosas Buch Arquipélago (1935), welches die moderne kapverdische Literatur eröffnete und von einem völligen Wandel in der Rhetorik und der thematischen Poesie der Kapverden zeugte.

Im Hinblick auf die internationalen Einflüsse werden folgende hervorgehoben:
- der Aufenthalt einiger angesehener portugiesischer Schriftsteller in Kap Verde Ende 1920 und Anfang 1930, darunter Augusto Casimiro, António Pedro und José Osório de Oliveira;
- die portugiesische Zeitschrift Presença, die 1927 in Coimbra veröffentlicht wurde;
- die brasilianische moderne Literatur und der Nordöstliche Realismus.

## Veröffentlichtungsverlauf und Inhalte
Die Artikel in Claridade wurden auf Portugiesisch und Kapverdischem Kreolisch verfasst. Zwischen 1936 und 1960 erschienen neun nummerierte Ausgaben. Aufgrund finanzieller Schwierigkeiten und der Zerstreuung der Mitglieder der Gruppe über die Inseln entstanden sie in zwei unterschiedlichen Zeiträumen, mit einem Abstand von einem Jahrzehnt. Die ersten drei Ausgaben, die im März und August 1936 sowie im März 1937 veröffentlicht wurden, wurden fast ausschließlich von den Gründern verfasst, während die Arbeiten an den restlichen sieben, die zwischen 1947 und 1960 erschienen (vierte Ausgabe im Januar 1947, fünfte Ausgabe später im September, sechste im Juli 1948, siebte im Dezember 1949, achte im Mai 1958 und die letzte im Dezember 1960), hauptsächlich von Baltasar da Silva veröffentlicht wurden, weil sich zu dieser Zeit Jorge Barbosa auf der Insel Sal aufhielt und Manuel Lopes sich bereits auf der Azoreninsel Faial befand, wohin er als Beamter von Telégrafo Ocidental versetzt worden war.
Die erste Ausgabe von Claridade enthielt drei poetische Texte mündlicher Überlieferung auf Kreolisch – Lantuna et 2 Motivos de Finaçom (wobei Finaçõm ein Trommelmusikstil von der Insel Santiago ist). Die zweite Ausgabe enthielt die Morna „Vénus“ von Francisco Xavier da Cruz (B. Leza) aus São Vicente, sowie andere literarische und kulturelle Artikel, ebenfalls auf Portugiesisch. Die übrigen Ausgaben, überwiegend in kapverdischer Sprache, enthielten Finaçom und Batucu, die poetische Folklore von Santiago und Ana Procópios Lieder von der Insel Fogo; die Romanfolklore der Inseln São Nicolau und Santo Antão; ethnographische Studien über die Bevölkerung von Santiago und Fogo; und Studien zur Sozialstruktur der letztgenannten Insel und zur Originalen der anderen Inseln.

## Beitragende
Neben den bereits genannten Gründern von Claridade sollten zwei weitere bedeutende Mitwirkende erwähnen werden: der Maler und Kritiker Jaime de Figueiredo und der Schriftsteller João Lopes, die in den frühen Phasen der Zeitschrift intensiv mitwirkten. Darüber hinaus trugen während der gesamten Existenz von Claridade mehrere andere zweisprachige Autoren wesentlich zur Entwicklung des Magazins im Besonderen und zur modernen kapverdischen Literatur im Allgemeinen bei. Bei den ersten Ausgaben waren Pedro Corsino de Azevedo und José Osório de Oliveira, sowie Henrique Teixeira de Sousa, Félix Monteiro, Nuno Miranda, Sergio Frusoni, Abílio Duarte, Arnaldo França, Corsino Fortes, Tomás Martins, Virgílio Pires, Onésimo Silveira und Francisco Xavier da Cruz, Artur Augusto, Virgílio de Melo, Luís Romano de Madeira Melo, neben anderen in weiteren Nummern der Zeitschrift beteiligt.

## Intellektuelle Entwicklung und nationale Souveränität
Die Gründung der kirchlichen und weltlichen weiterführenden Schule (Liceu-Seminário) von Ribeira Brava auf der Insel São Nicolau war eine der grundlegendsten Bedingungen in der Entwicklung der modernen kapverdischen Literatur. Jahre später wurden die weiterführenden Schulen in den Städten Mindelo und Praia gegründet, die nicht nur die herrschenden Klassen der kapverdischen Verwaltung bildeten, sondern auch Schmelztiegel schufen, aus denen nachfolgende Generationen von Intellektuellen hervorgingen, die die Abwehr gegen die starke Hand des Kolonialismus anführten. Ein solcher Prozess öffnete dann die Tür für politische Forderungen, und die Geschichte Kap Verdes erreichte ihren Höhepunkt mit der nationalen Unabhängigkeit am 5. Juli 1975 und mit der Bestätigung der Demokratie, der sozialen und wirtschaftlichen Entwicklung, welche heute die Kapverden bestimmen.

## Anschließende Veröffentlichungen
Claridade hat die kapverdische Intellektualität weiter geweckt und befruchtet. Im Anschluss entstanden die Meisterwerken der Gründer von Claridade: Arquipélago, Chiquinho, Chuva Braba, und Os Flagelados do Vento Leste. Zugleich veröffentlichte Claridade auch literarische Samen, die in anderen großen kapverdischen Publikationen wie Certeza (1944), Suplemento Cultural (1958), Raízes (1977) und Ponto & Vírgula (1983) zur Blüte kommen sollten, wo brillante Schriftsteller wie Gabriel Mariano, Ovídio Martins, Aguinaldo Fonseca, Terêncio Anahory, Yolanda Morazzo, Leão Lopes und Germano de Almeida ihren Auftritt bekamen.

## Ausgewählte Ausgaben
- Nr. 1: Lantuna e 2 motivais de finaçom.
- Nr. 5: A estrutura social da Ilha do Fogo. (Die Sozialstruktur der Insel Fogo), Henrique Teixeira de Sousa.
- Nr. 8: Bandeiras da Ilha do Fogo — O Senhor e o Escravo Divertem-se. (Flaggen der Insel Fogo – Meister und Sklave Vergnügen sich), Félix Monteiro
  - Sobrados, lojas e funcos. (Verschiedene Architekturstile) Henrique Teixeira de Sousa